# 增毛町
增毛町（日语：／ Mashike chō */?）是日本北海道留萌振興局南部的町，西鄰日本海，東側位於山區，大部分村落集中在沿海地區。町內坐落著暑寒別天賣燒尻國定公園的暑寒別岳。當地歷史悠久，境內林立著被選為北海道遺產的復古建築。增毛町過去以漁業為主並盛產鯡魚，帶動週邊產業，但由於濫捕導致產量銳減。二戰後當地成為近海漁業和水產加工的中心，牡丹蝦的捕獲量是全日本第一，北國紅蝦和章魚的捕獲量也相當多。境內有日本最北端的大型酒造「國稀酒造」，代表品牌為「國稀」。
名稱源自阿伊努語的「maskin-i」（很多的地方）或「mas-ke」（有海鷗的地方）。

## 歷史
過去曾為增毛支廳（現在的留萌振興局）的支廳辦公室所在地，但現已遷移於留萌市。
- 1751年：來自松前的商人村山傳兵衛在此設置據點。[5]
- 江戶時代後期：俄羅斯勢力開始進入，因此秋田藩在此設置北方警備據點。
- 1897年11月：北海道設置增毛支廳，支廳辦公室並設於此。
- 1900年7月1日：增毛郡轄下增毛街道、增毛村、別苅村、岩尾村、暑寒澤村、阿分村、舍熊村合併為增毛町，並成為一級町。[6]
- 1914年：增毛支廳辦公室遷移至留萌町（現在的留萌市），並改名為留萌支廳。

## 交通

### 機場
- 旭川機場（位於旭川市）

### 鐵路
- 北海道旅客鐵道
  - 留萌本線：阿分車站 - 信砂車站 - 舍熊車站 - 朱文別車站 - 箸別車站 - 增毛車站

### 道路
| 一般國道 - 國道231號 主要道道 - 北海道道94號增毛稻田線 | 道道 - 北海道道301號增毛港線 - 北海道道546號暑寒別公園線 |

## 觀光景點

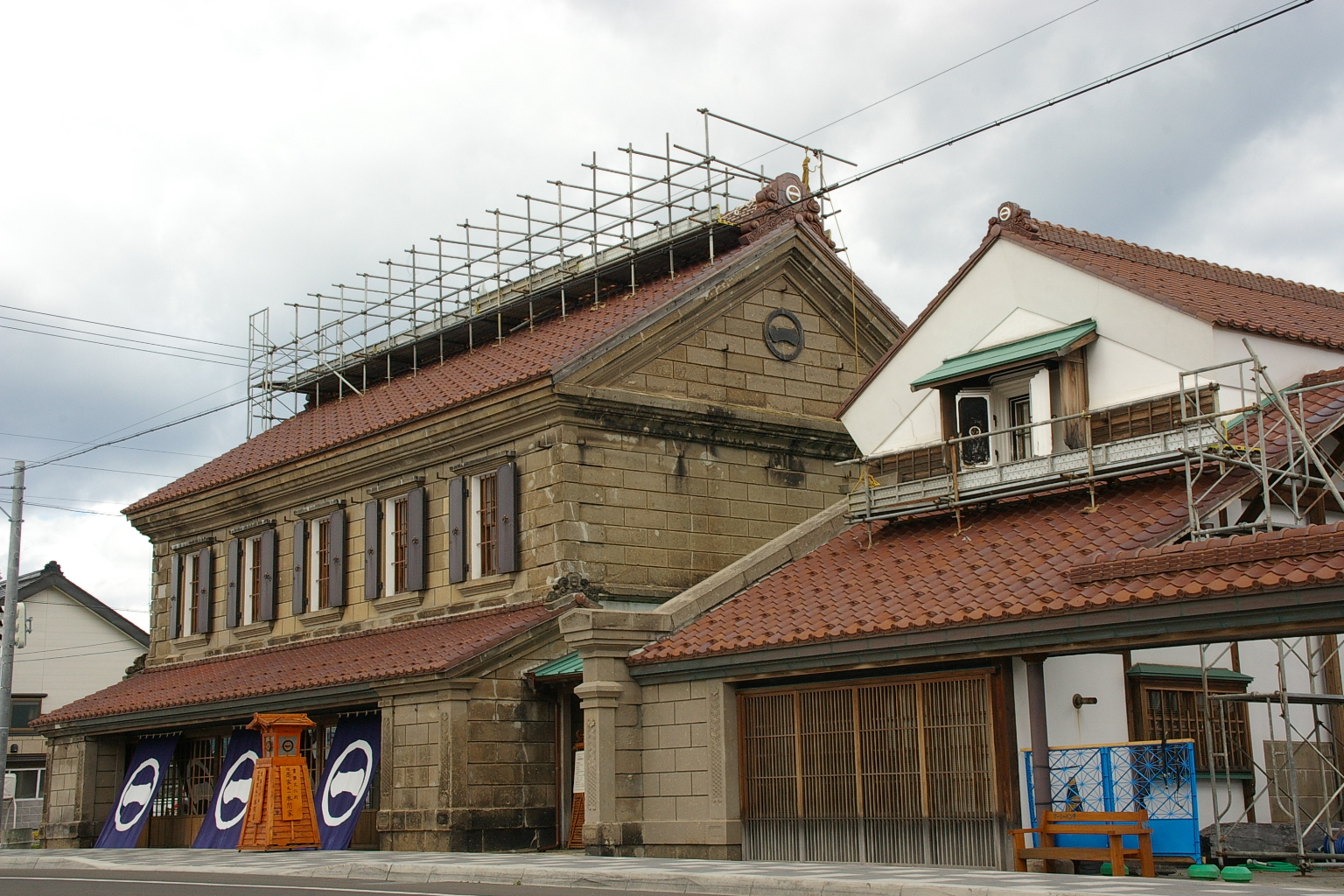
原丸一商店暨本間家宅邸

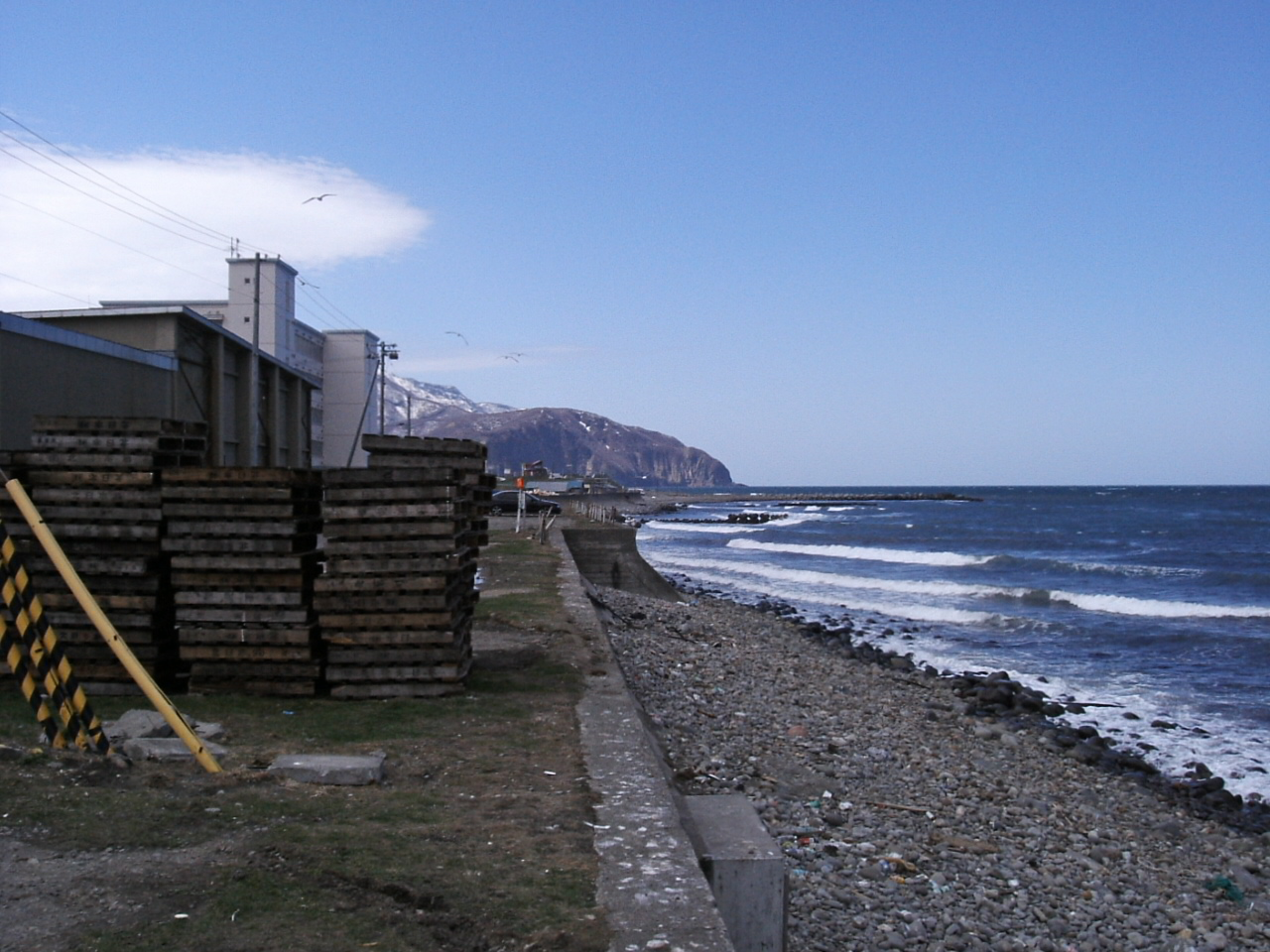
暑寒海濱

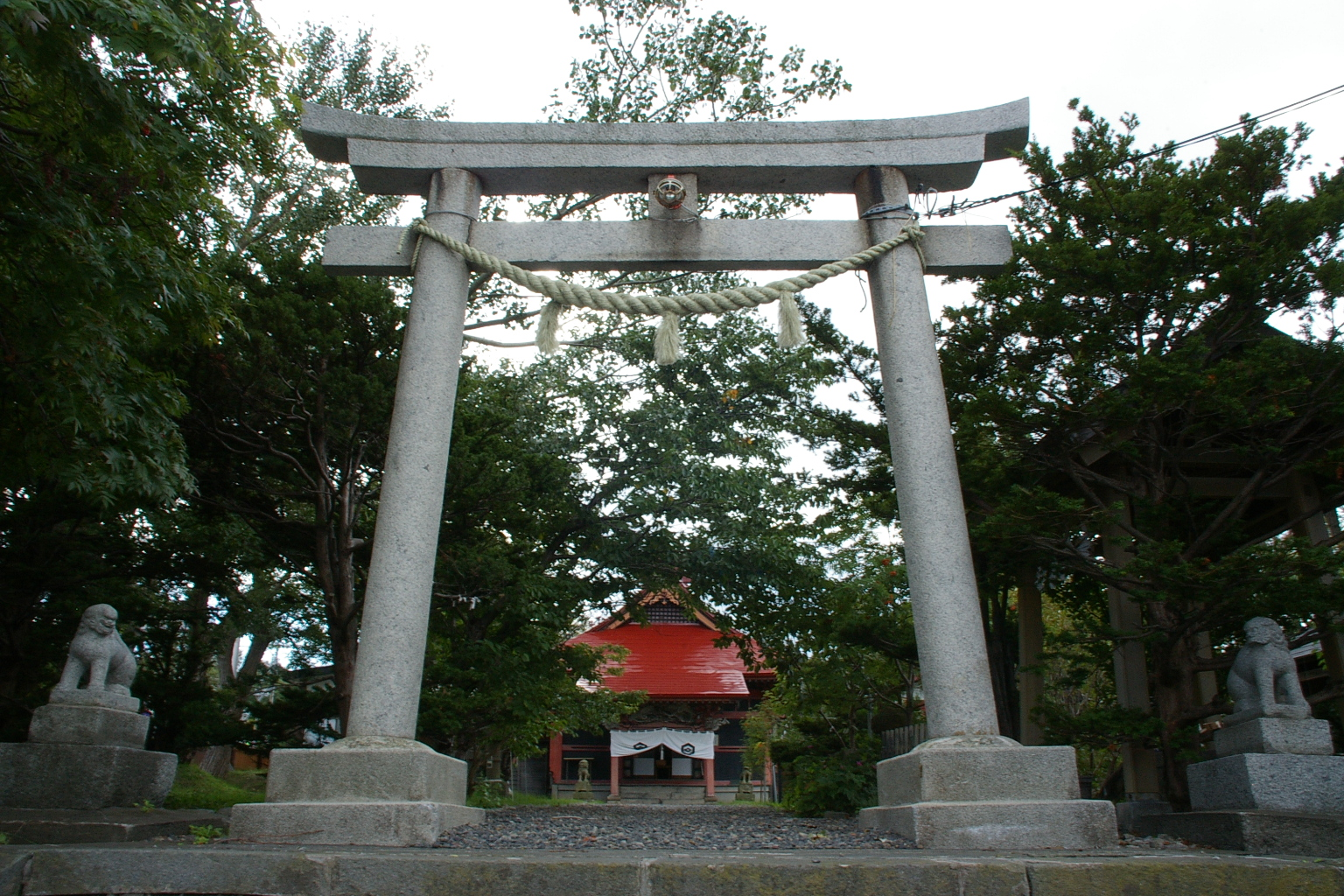
增毛嚴島神社

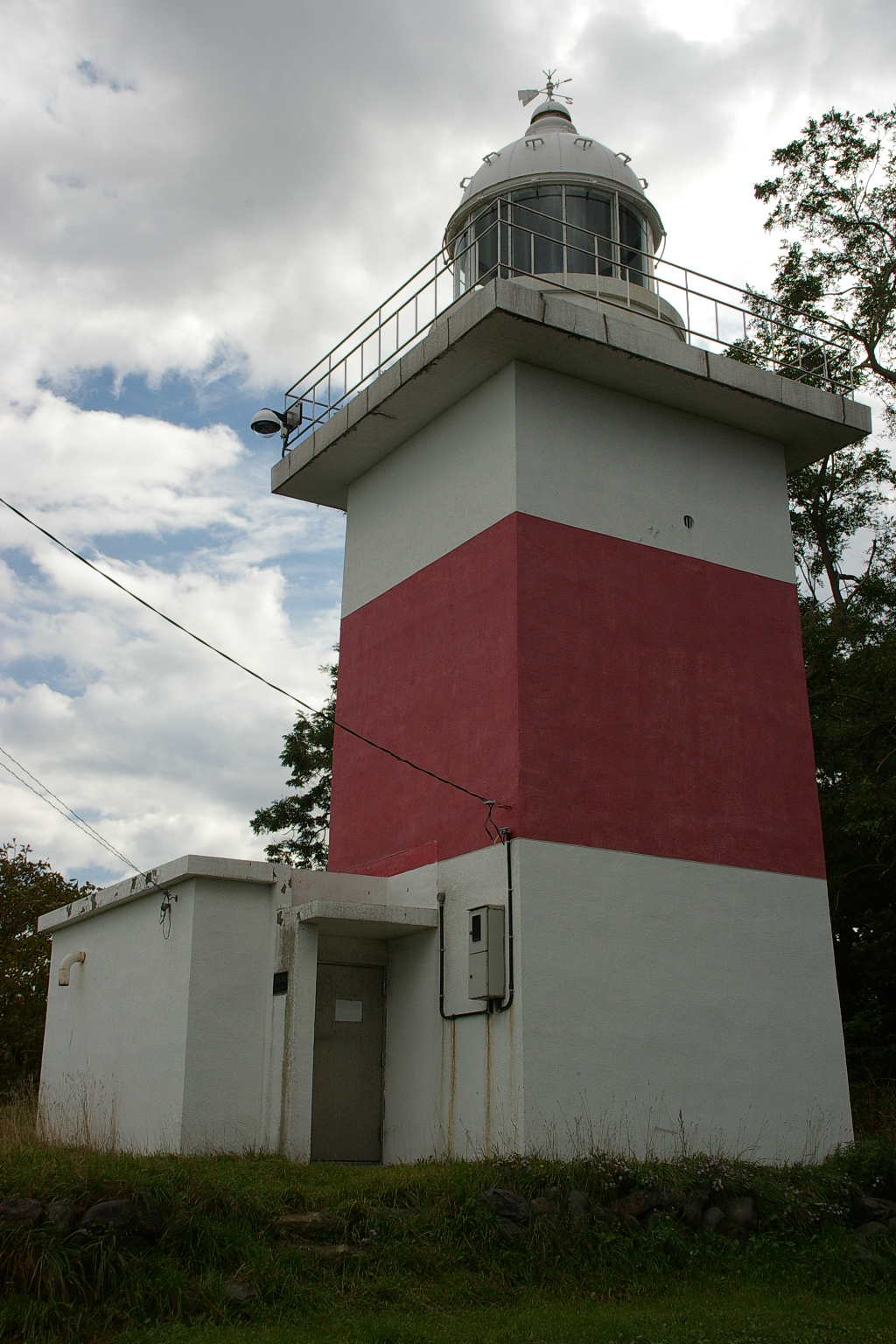
增毛燈塔

### 觀光
- 雄冬海岸
- 暑寒別岳
- 鄉土義能 雄冬神樂
- 暑寒別天賣燒尻國定公園
- 綜合交流促進施設「元陣屋」
- 歴史建築物群（北海道遺產）
- 辯天神社
- 岩尾溫泉

### 文化遺產
國定文化遺產
- 舊本間家住宅（舊商家丸一本間家）

町定文化遺產
- 增毛嚴島神社本殿

## 教育

### 高等學校
- 道立北海道增毛高等學校

### 中學校
| - 增毛町立增毛中學校 | - 增毛町立增毛第二中學校 |

### 小學校
| - 增毛町立增毛小學校 - 增毛町立別苅小學校 | - 增毛町立舍熊小學校 - 增毛町立阿分小學校 |

## 本地出身的名人
- 三國清三：法國料理廚師
- 桂本和夫：前國鐵燕子職業棒球選手、墨爾本奧林匹克運動會摔跤項目第五名。
- 池田三男：墨爾本奧林匹克運動會摔跤項目金牌。
- 琴若：相撲力士、前小結。
- 遠田誠治：前中日龍職業棒球選手。
- 本間一夫：日本點字圖書館創設者。
- 本間貞雄：前札幌信用金庫理事長。
- 本間歐彦：本間貞雄之孫、富士電視台製作人。
- 石崎喜太郎：前北海道漁連會長、現任町長石崎大輔之父。

## 外部連結
- （日語）增毛町沿革誌
- （日語）增毛町綜合交流促進施設　原陣屋（北海道文化資源資料庫）
- （日語）增毛町商工會
- （日語）增毛商工會部落格 （页面存档备份，存于）
- （日語）增毛町果樹協會青年部 （页面存档备份，存于）